# Livov
Livov (allemand : Lewau, est un village de Slovaquie situé dans la région de Prešov.

## Histoire
La première mention écrite du village date de 1600.

## Démographie

### Évolution de la population
| Année:               | 1994. | 2004.   | 2014.    | 2024.    |
| -------------------- | ----- | ------- | -------- | -------- |
| Nombre de personnes: | 108   | 105     | 85       | 69       |
| Différence:          |       | -2,77 % | -19,04 % | -18,82 % |

| Année:               | 2023. | 2024.   |
| -------------------- | ----- | ------- |
| Nombre de personnes: | 68    | 69      |
| Différence:          |       | +1,47 % |